# خوسيه لويس روسو
خوسيه لويس روسو (بالإسبانية: José Luis Russo)‏ (14 يوليو 1958 مونتفيدو الأوروغواي - ) هو لاعب كرة قدم أوروغواني يلعب كمدافع.

## روابط خارجية
- خوسيه لويس روسو على موقع الاتحاد الدولي (مؤرشف)  (الإنجليزية)
- خوسيه لويس روسو على موقع قاعدة بيانات كرة القدم.إي يو (الإنجليزية)
- خوسيه لويس روسو على موقع ناشيونال فوتبول تيمز (الإنجليزية)